# LTE International Airways
A LTE International Airways foi uma companhia aérea da Espanha que operou entre 1987 e 2008 com bases em Palma de Maiorca, Tenerife, Las Palmas, Fuerteventura e Lanzarote.

## Frota

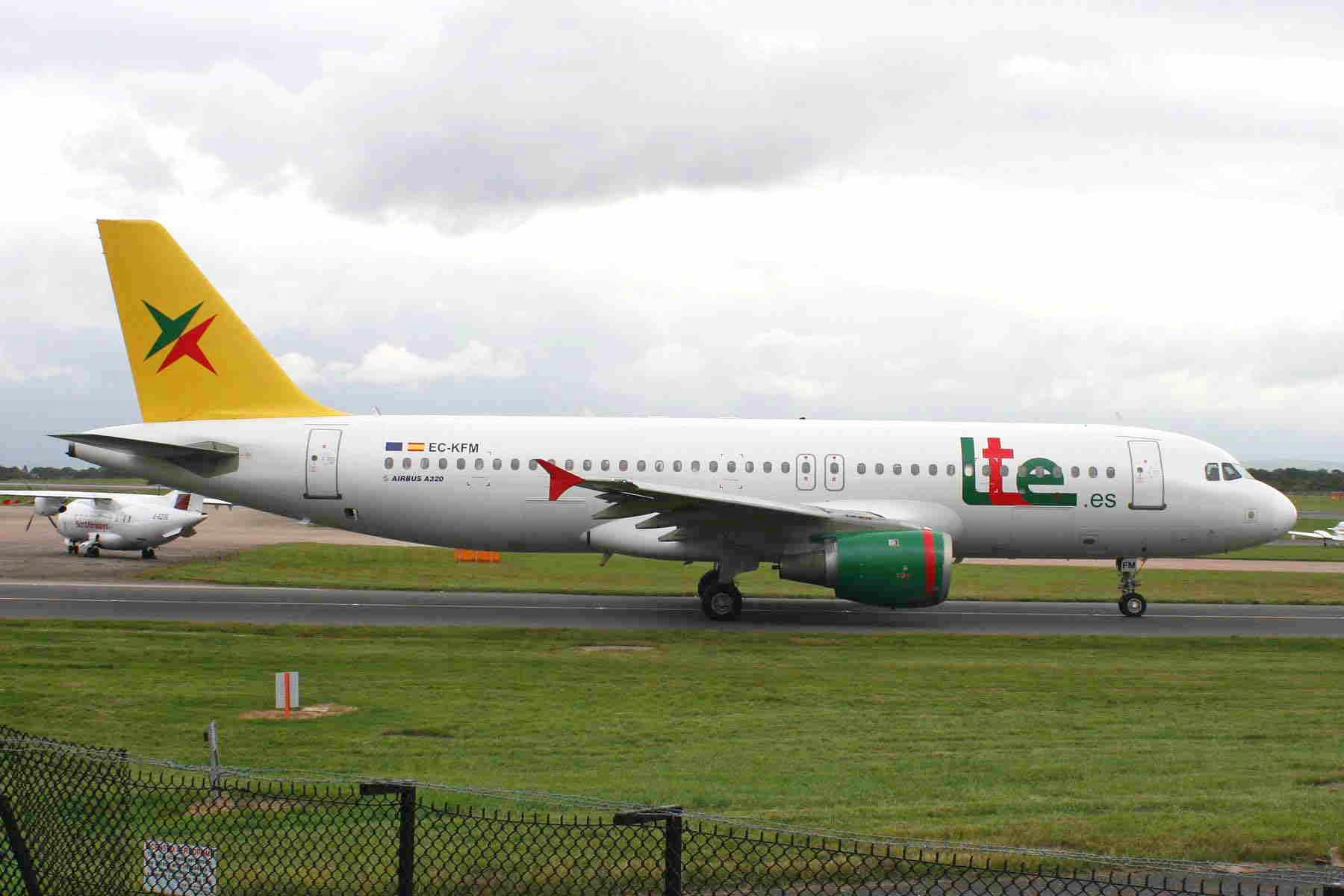
Airbus A320 da LTE International Airways.

Em novembro de 2008.
- 3 Airbus A320